# Resolutie 1891 Veiligheidsraad Verenigde Naties
Resolutie 1891 van de Veiligheidsraad van de Verenigde Naties werd unaniem door de VN-Veiligheidsraad aangenomen op 13 oktober 2009. De resolutie verlengde het waarnemingspanel dat toezag op het wapenembargo tegen Darfur met een jaar.

## Achtergrond
Al in de jaren 1950 was zwarte zuiden van Soedan in opstand gekomende tegen het overheerstende Arabische noorden. De vondst van aardolie in het zuiden maakte het conflict er enkel maar moeilijker op. In 2002 kwam er een staakt-het-vuren en werden afspraken gemaakt over de verdeling van de olie-inkomsten. Verschillende rebellengroepen waren hiermee niet tevreden en in 2003 ontstond het conflict in Darfur tussen deze rebellen en de door de regering gesteunde janjaweed-milities. Die laatsten gingen over tot etnische zuiveringen en in de volgende jaren werden in Darfur grove mensenrechtenschendingen gepleegd waardoor miljoenen mensen op de vlucht sloegen.

## Inhoud

### Waarnemingen
De Veiligheidsraad wilde dat de rust in Soedan weerkeerde, dat het vredesakkoord uit 2005 werd uitgevoerd en dat het geweld in Darfur stopte. Op alle partijen werd aangedrongen hiervoor in onderhandelingen te treden.
Intussen bleven het geweld en de straffeloosheid doorgaan, waardoor de hulpverlening aan de noodlijdende bevolking verslechterde. Van alle partijen werd geëist dat ze afzagen van alle militaire acties, seksueel geweld, het gebruik van kindsoldaten en aanvallen op de bevolking.

### Handelingen
De Veiligheidsraad verlengde het mandaat van het panel van experts, dat toezag op het wapenembargo in Darfur, tot 15 oktober 2010. Dat panel werd gevraagd binnen de drie maanden een tussenrapport in te dienen en tegen een maand voor het einde van haar nieuwe mandaat een eindrapport met bevindingen en aanbevelingen te presenteren. Ook moest ze haar activiteiten coördineren met de UNAMID-hybridemissie van de Afrikaanse Unie en de Verenigde Naties.
Ten slotte werd op alle betrokken partijen aangedrongen mee te werken door het panel alle nodige informatie te bezorgen over de uitvoering van de met resolutie 1591 opgelegde sancties.

## Verwante resoluties
- Resolutie 1870 Veiligheidsraad Verenigde Naties
- Resolutie 1881 Veiligheidsraad Verenigde Naties
- Resolutie 1919 Veiligheidsraad Verenigde Naties (2010)
- Resolutie 1935 Veiligheidsraad Verenigde Naties (2010)

Lijst ·  1860 ·  1861 ·  1862 ·  1863 ·  1864 ·  1865 ·  1866 ·  1867 ·  1868 ·  1869 ·  1870 ·  1871 ·  1872 ·  1873 ·  1874 ·  1875 ·  1876 ·  1877 ·  1878 ·  1879 ·  1880 ·  1881 ·  1882 ·  1883 ·  1884 ·  1885 ·  1886 ·  1887 ·  1888 ·  1889 ·  1890 ·  1891 ·  1892 ·  1893 ·  1894 ·  1895 ·  1896 ·  1897 ·  1898 ·  1899 ·  1900 ·  1901 ·  1902 ·  1903 ·  1904 ·  1905 ·  1906 ·  1907